# 이즈라엘 카마카비보올레
이즈라엘 "이즈" 카마카비보올레(영어: Israel "Iz" Kaʻanoʻi Kamakawiwoʻole, 1959년 5월 20일~ 1997년 6월 26일)는 미국 하와이의 싱어송라이터였다. 이름은 하와이어로 '두려움 없는 눈' 또는 '용감한 얼굴'이라는 뜻이다. 브러다 이즈(Bruddah Iz, Brother Iz) 라고도 불리며, 잘 알려진 대표곡으로는 Somewhere Over The Rainbow / What A Wonderful World가 있다. 키가 188cm, 몸무게가 343kg에 달하는 거구였다. 하와이 주에서는 지금도 전설적인 대표가수이다.

## 생애
1959년 하와이 호놀룰루 시에서 태어나 그의 부모님이 만나고 결혼한 카이무키 공동체에서 자랐다. 하와이의 정신이 담긴 하와이안 장르를 알리기 위해 노력했다. 생전에 하와이의 독립과 하와이인의 권리 증진을 위해 노력했으며, 노래가사로 표현했다. 자주 직접적으로, 자신의 행동으로 하와이의 독립을 언급했다. 1997년 비만으로 인한 호흡곤란으로 사망했다. 그가 사망했을 때 하와이 전체가 애도하였다. 이날 하와이의 모든 고속도로에서 자동차와 트럭들이 경적을 울리면서 그를 기념했다. 하와이에는 조기가 걸렸으며 이는 민간인에게는 처음 있는 일이었다. 하와이 전통방식으로 장례가 행해졌다.

## 노래 목록
1. Margarita (4:28)

2. Coneyt Island Washboard Woman (2:11)

3. Kainoa (2:28)

4. Kana'i Aupuni (3:06)

5. I'll Be There/Warren's Song (4:21)

6. Men Who Ride Mountains (3:22)

7. Over the Rainbow / What a Wonderful World (4:01)

8. Hanohano O Cowboy
9. Sea of Love (3:06)

10. You Don't Know Me (4:02)
이중에서 특히 7번째 곡인 Somewhere Over The Rainbow / What A Wonderful World는 영화 조 블랙의 사랑(1998), 케이 팩스, 파인딩 포레스터, 마스크의 아들(2005), 첫 키스만 50번째, 산타는 괴로워, Hubble(2010) 등 영화 및 TV방송등 여러사운드트랙으로 많이 애용되오고있다.
〈무지개 너머〉(1939, Over the rainbow, 해럴드 알렌 작곡, 에드거 하버그 작사)와
〈What a Wonderful World〉 (루이 암스트롱 1967, 조지 데이빗 바이스 작곡, 밥 씰 작사)는 이 곡의 모태가 되는 메들리이다.